# أسلي إسكيت
أسلي إسكيت (بالتركية: Aslı İskit) مواليد 7 ديسمبر 1993 في إزمير، تركيا، هي لاعبة كرة يد تركية تلعب كظهير. تلعب في الدوري التركي لكرة اليد للسيدات. مثلت منتخب تركيا لكرة اليد للسيدات وشاركت معه في بطولة أوروبا لكرة اليد للسيدات 2014.

## روابط خارجية
- أسلي إسكيت على موقع الاتحاد الأوروبي لكرة اليد (الإنجليزية)